# Christiane Funke

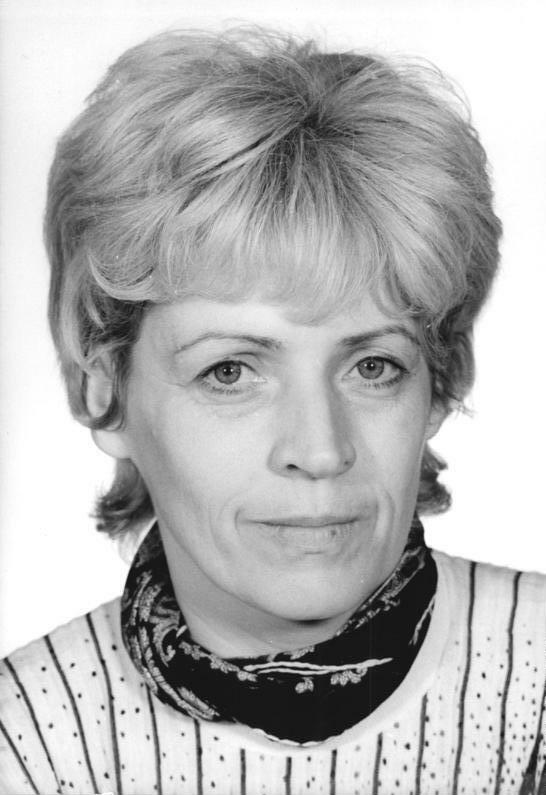
Christiane Funke 1990

Christiane Funke (* 31. Dezember 1944 in Reichenberg; † 28. Februar 2008 in Neustrelitz) war eine deutsche Lehrerin und Malerin. In der Zeit der politischen Wende in der DDR engagierte sie sich politisch in der SPD und vertrat diese Partei 1990 als Abgeordnete in der letzten Volkskammer der DDR.

## Leben
Funke wurde 1944 im böhmischen Reichenberg geboren. Nach der Vertreibung der deutschen Bevölkerung aus der Tschechoslowakei verschlug es Funkes Familie nach Mecklenburg. Dort besuchte sie in Setzin ab 1951 die Schule, welche sie 1960 verließ. Daran schloss zunächst der Besuch einer Fachschule, später der Besuch des Instituts für Lehrerbildung in Templin an. Bis 1974 studierte Funke schließlich noch an der Pädagogischen Hochschule in Erfurt Kunsterziehung und schloss das Studium als Diplomlehrerin ab. Im Anschluss an das Studium kehrte Funke nach Mecklenburg zurück und bekam eine Stelle als Lehrerin an der POS Karl Marx in Neustrelitz. Nach der politischen Wende wechselte Funke an das bekannte Gymnasium Carolinum in Neustrelitz, wo sie bis zu ihrer Erkrankung tätig war.

## Politischer Werdegang
Funke wurde während der politischen Wende in der DDR Mitglied der SPD. Zu den ersten freien Volkskammerwahlen am 18. März 1990 trat sie im Wahlkreis Neubrandenburg auf Listenplatz 2 für die SPD an. Da die SPD dort drei Mandate erringen konnte, zog Funke als Abgeordnete in das letzte DDR-Parlament ein. Über ein späteres politisches Engagement ist bisher nichts bekannt.